# Trujillo (Honduras)
Trujillo es un municipio y una ciudad de la República de Honduras, cabecera del departamento de Colón.

## Toponimia
Su nombre hace referencia a la ciudad española de Trujillo (España).

## Límites
| Orientación | Límite                                  |
| ----------- | --------------------------------------- |
| Norte       | Municipio de Santa Fe, Colón            |
| Norte       | Mar Caribe                              |
| Norte       | Municipio de Santa Rosa de Aguán, Colón |
| Sur         | Municipio de Tocoa, Colón               |
| Sur         | Municipio de Bonito Oriental, Colón     |
| Este        | Municipio de Santa Rosa de Aguán, Colón |
| Oeste       | Municipio de Santa Fe, Colón            |
| Oeste       | Municipio de Sonaguera, Colón           |

## Símbolos

### Bandera

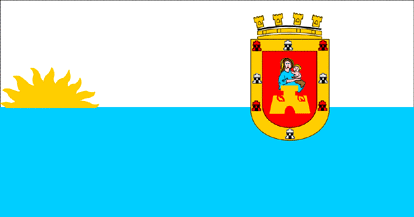
Bandera de Trujillo.

Así como el emperador Carlos V de España le concedió un escudo de armas a la ciudad por su valor, de igual manera se le concedió una bandera a la ciudad. La bandera es blanca sobre azul celeste.
Tocando al asta, en la franja superior, tiene un medio sol amarillo de nueve rayos. En la parte cercana al vuelo (ocupando la cuarta parte de cinco divisiones de la longitud de la bandera) se sitúa el escudo, tres cuartas partes en la franja superior y una cuarta parte en la inferior. Esta similar a la de la Villa de santa María de la nueva Valladolid de Comayagua y Real de minas de Tegucigalpa, ondeo durante la época colonial hasta la creación de la República Federal de Centroamérica.

### Escudo

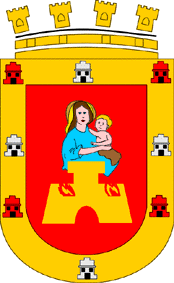
Bandera de trujillo

Pocos años después de su fundación, el emperador Carlos V le concedió un escudo de armas.
Consta de campo de gules con castillo de oro en llamas (que representa las luchas de los hidalgos de la ciudad contra los piratas), el rojo es por la sangre derramada, el castillo de oro representa la nobleza de la ciudad y la alta alcurnia de sus caballeros fundadores.
Encima se sitúan la Santísima Virgen y el Niño Jesús. Tiene bordura dorada con castillos de gules y plata, que son las armas de los Casaus, familia catalana de origen normando que en Castilla y América fueron llamados “de las Casas” y que ostentaban el título hereditario de “Caballeros de Trujillo”. La corona del escudo es de tipo mural.

## Historia

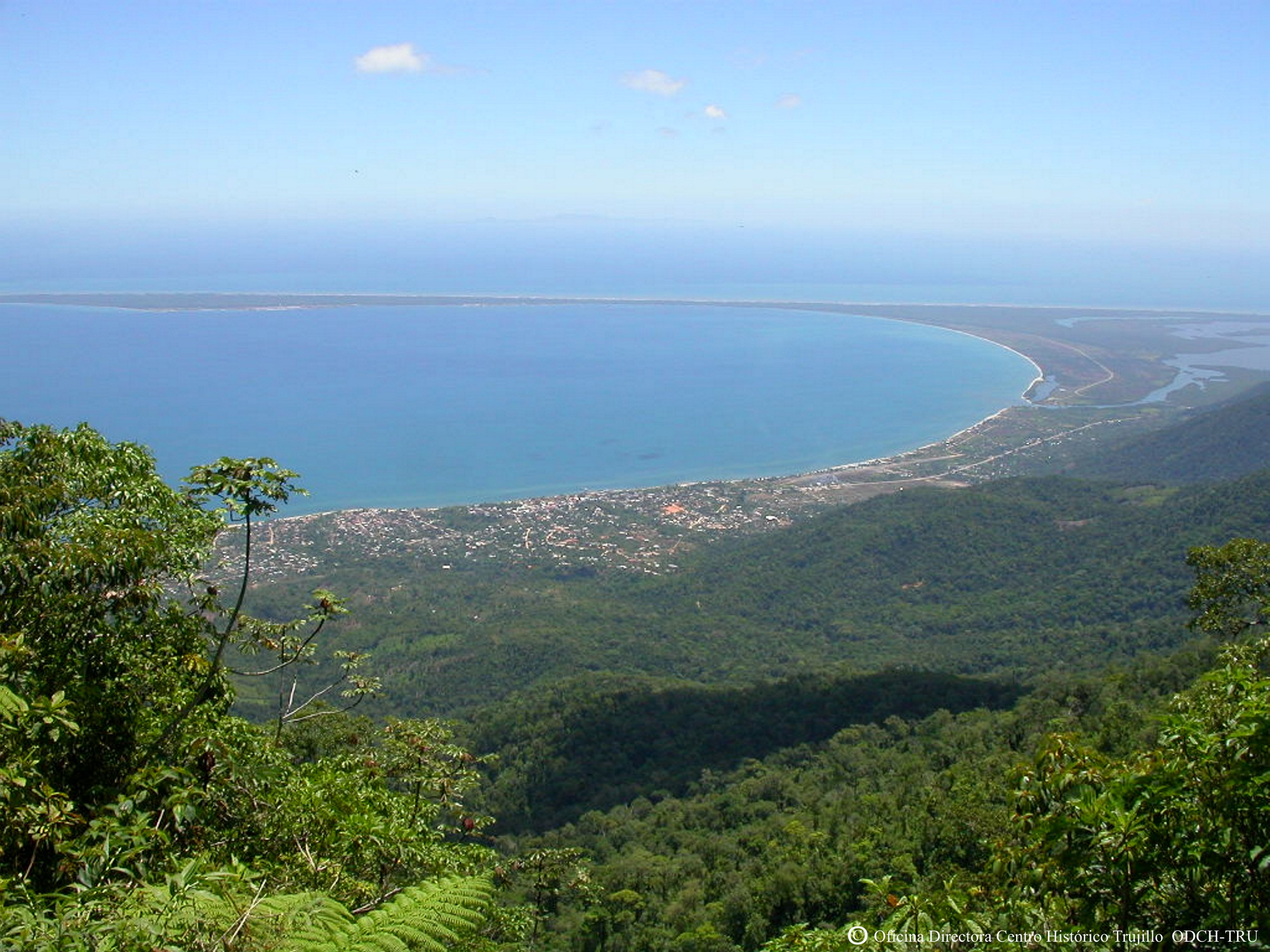
Bahía de Trujillo.

### Época española
Cristóbal Colón desembarcó en Trujillo el 14 de agosto de 1502, durante su cuarto y último viaje a América Central. Colón llamó a este lugar Punta de Caxinas. Era la primera vez que tocaba tierra en América Central. Como notó que en este sitio el agua era muy profunda, lo llamó Golfo de Honduras o eso es lo que nos cuenta una de las famosas teorías.
La historia del actual pueblo comienza en 1524, poco después de la Conquista de México por Hernán Cortés. Cortés envió a Cristóbal de Olid para que fundara una base española en la región, y él estableció una aldea truxillo cerca de la laguna de guaimoreto no sin antes tener un encuentro con los indígenas Papayecas y de Chapagua. Cuando De Olid empezó a usar el pueblo como base para establecer su propio reino en el país, Cortés envió a Francisco de las Casas a eliminarlo. De las Casas perdió casi todos sus barcos en una tormenta, sin embargo fue capaz de derrotar a De Olid y devolverle la región a Cortés.
De las Casas decidió reubicar el pueblo a su lugar actual, debido a que el puerto natural era más grande. Al mismo tiempo, fue llamada Trujillo. Dejó a un encargado, Juan López de Aguirre para que estableciera la nueva aldea. Pero también se fue, dejando como encargado de fundar la aldea a Juan de Medina y Lope de Mendoza.
La “villa” de Trujillo fue fundada el 18 de mayo de 1525 en presencia, por Juan de Medina, quien fungiría como alcalde, siguiendo las órdenes de Francisco de las Casas, quien no estuvo presente en su fundación (a pesar de lo cual se lo considera su fundador). De las Casas era oriundo de Truxillo (en la provincia de Cáceres, España), por lo que dejó ordenado que se le diera este nombre.
Cortés visitó la aldea poco después, durante una campaña para eliminar a sus opositores. Desde este lugar envió barcos para establecer colonias en Jamaica y Cuba para producir semillas y animales domésticos. En los siguientes años, Trujillo se convirtió en un importante punto de embarque de oro y plata que se extraían en el interior del país. Debido a su poca población, también se volvió un objetivo de los piratas.

#### Resistencia Papayeca
Las cercanías de Trujillo eran habitadas por varios grupos, entre ellos los Chapagua y los Papayeca. El grupo Papayeca resitio y se enfrentó a los conquistadores españoles. Debido a esta resistencia Hernán Cortés decidió enviar a capturar al cacique Mazatl, a quien ahorcaron, también secuestraron al cacique Pizacura, quien posteriormente fue liberado, posteriormente los indígenas se sublevaron encabezados por el cacique Pizacura, una vez vencidos los rebeldes indígenas, Trujillo fue declarado como el puerto más importante de Honduras, desde donde partían y llegaban mercancías de la península hasta la Nueva España mediante la Flota de Indias.

#### Ataques piratas

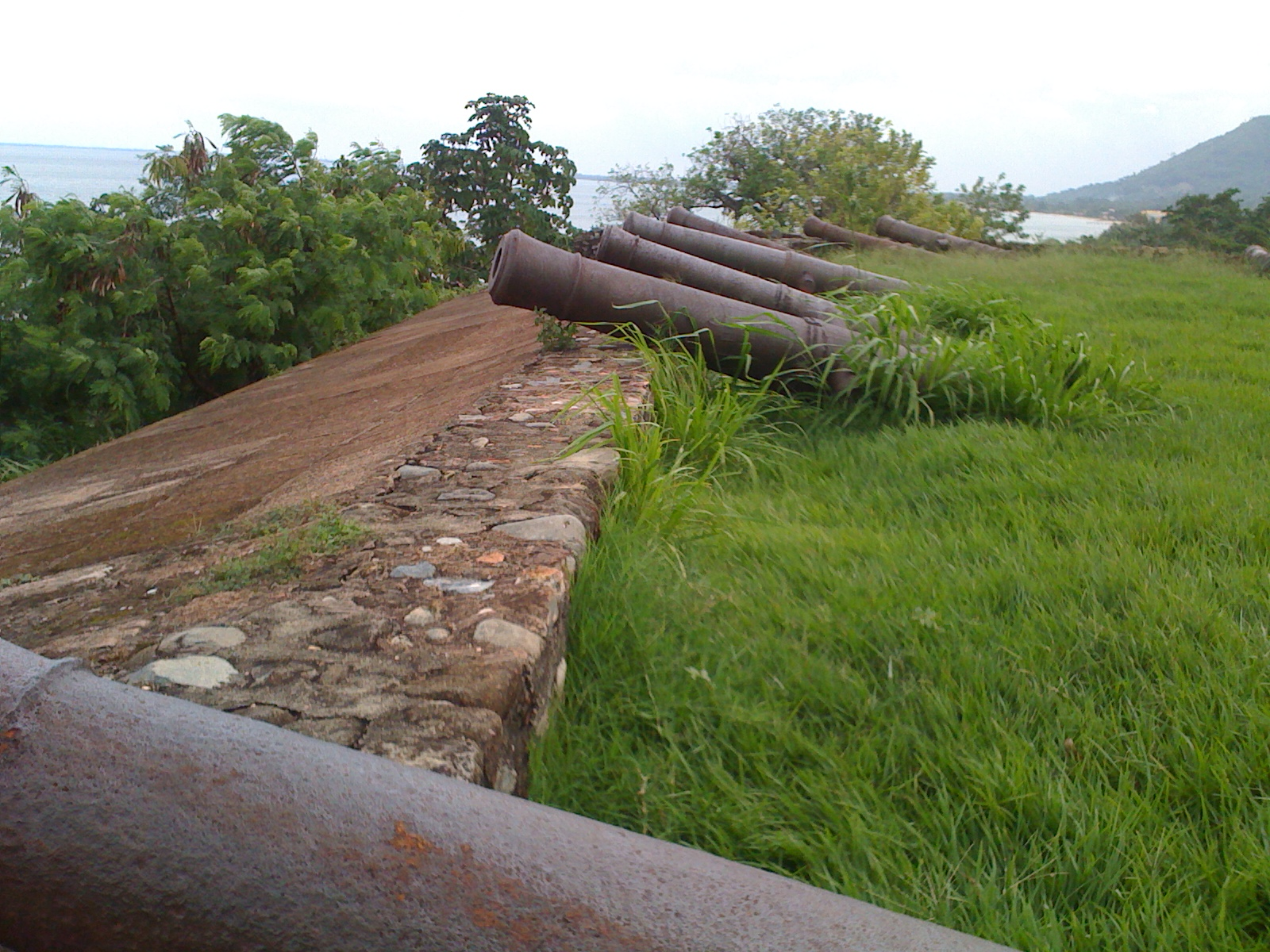
La Fortaleza de Santa Bárbara de Trujillo fue edificada en 1550, para proteger la aldea de ataques piratas.

Hacia 1550 los españoles construyeron la Fortaleza de Santa Bárbara, sobre una colina desde donde se divisa toda la bahía; sin embargo, era inadecuada para defender la villa de los piratas, justamente la reunión más grande de piratas se realizó en las cercanías de esta bahía en 1683) o rivalizar con las otras potencias colonialistas (Holanda, Francia e Inglaterra). El 7 de julio de 1558 doscientos piratas franceses, desembarcaron de dos naves y atacaron la villa, robaron y quemaron el poblado, llevándose alrededor de cien mil Pesos, este primer ataque fue informado a la Real Audiencia con sede en Guatemala, la cual dispuso enviar más seguridad a San Pedro de Puerto Caballos y a Puerto Caballos y Trujillo que eran los puertos, pero las incursiones piratas continuaron. Lo que obligó al Rey a dictar una Cédula en fecha 25 de marzo de 1561 donde informa al Alcalde Mayor de la provincia de Honduras sobre el peligro de la piratería y que tome medidas al respecto.

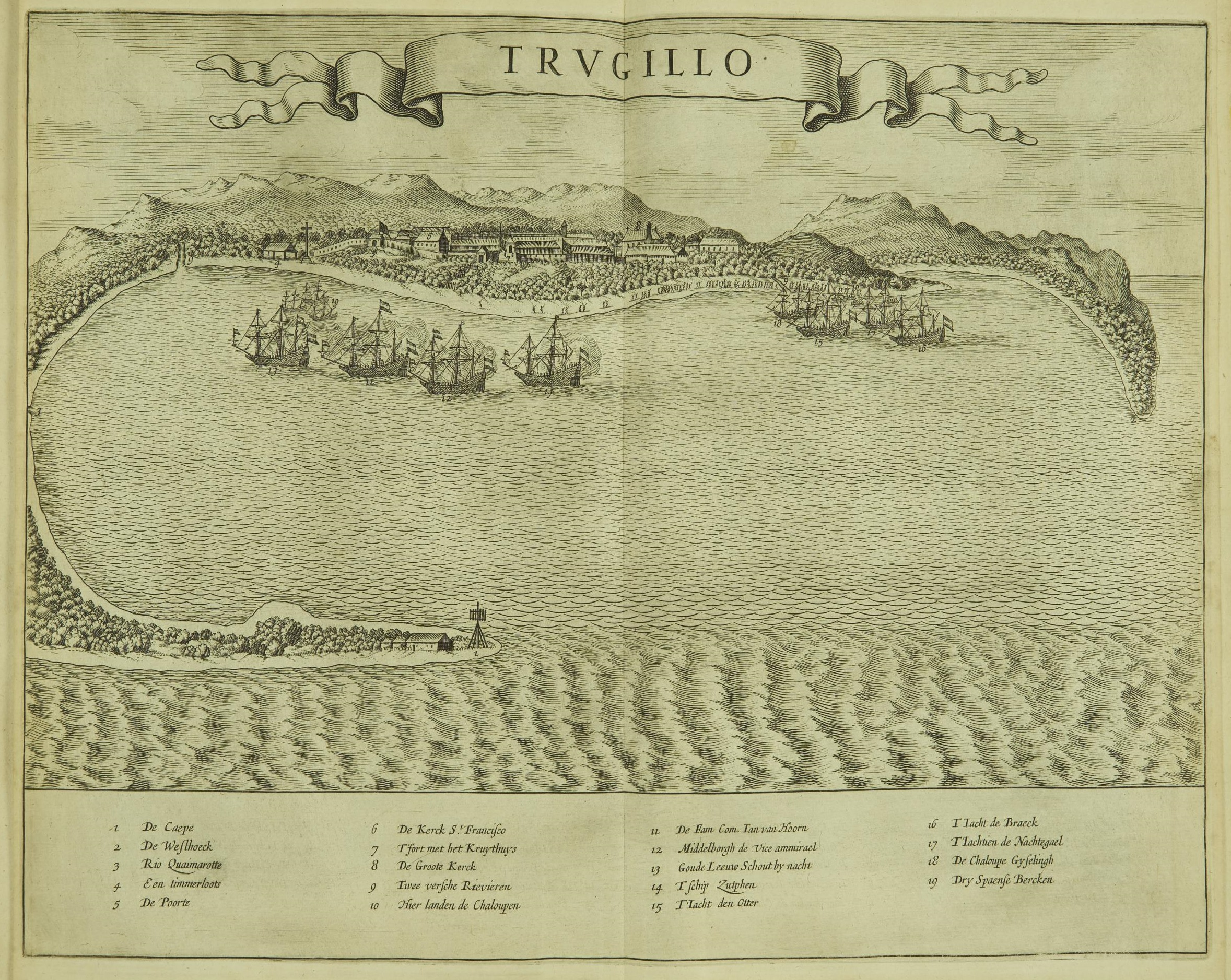
Conquista de Trujillo por los corsarios holandeses Jan van Hoorn y Cornelis Jol de la Compañía Neerlandesa de las Indias Occidentales en 1633.

La ciudad fue nuevamente incendiada y devastada por piratas holandeses en 1633 y en agosto de 1643 Trujillo contaba con solo 150 españoles y 600 indios, cuando fue atacada por el pirata Guillermo Jackson, que traía 16 navíos y bajo su mando unos 1,500 hombres en su mayoría norteamericanos puritanos, en fecha 20 de julio, Jackson tomo la ciudad que sucumbió sin menor esfuerzo, apoderándose también de las Islas de la Bahía de las cuales realizó planos topográficos. En 1650 una expedición naval española desalojó las bases piratas de islas de la Bahía, especialmente Port Royal en isla Roatán. Sin embargo, al considerarse Trujillo indefendible, los españoles la abandonaron completamente durante casi todo el sigo XVIII. 
Fue así como la ciudad poco a poco  empezaría a perder su relevancia como un puerto de vitalidad importancia para el Imperio Español debido a los ya mencionados ataques de piratas y corsarios, así como las enfermedades y la falta de recursos. Por todo lo anteriormente dicho esta  perdió completamente toda importancia y comenzó a declinar a a inicios del siglo XVIII. A pesar de esto, algunas de sus estructuras coloniales, como el Fuerte de Santa Bárbara aún se mantuvieron activos con tropas en haciendo sus funciones diarias, aunque el estado de la ciudad ya no era el mismo que hace un siglo debido al abandono de sus habitantes ante la constante amenaza de los ingleses que ejercían el control de facto sobre Misquitia y ocupaban ilegalmente La Baliza e islas de la Bahía, y la destrucción de diversas estructuras.
El 30 de abril de 1797 el Gobernador intendente de Honduras el coronel de ingenieros Ramón de Anguiano visitó Trujillo y envió su reporte desfavorable sobre la defensa del puerto en sí. Cuando a fines de ese siglo se volvió a poblar, en 1797 los británicos la devastaron nuevamente. En 1786 la Convención de Londres ratificó la pérdida de la soberanía británica de Misquitia por su derrota en la guerra anglo española (1779-1783) y se ordenó su repoblación con familias procedentes de España. Trujillo se empleo como puerto de tránsito para los colonos destinados a Río Tinto, cabo Gracias a Dios y Bluefields. Comprendían todos los oficios y fueron dotados de útiles para la labranza y ganado. En 1800 huyeron a Trujillo desde Río Tinto (actual Juan Francisco Bulnes) tras el ataque misquito ordenado por Alexander Lindsay, gobernador de Jamaica.
En 1820 los puertos de Omoa y Trujillo reciben un ataque por tropas independentistas sudamericanas, bajo bandera de la República de la Gran Colombia encabezadas por el general Luis Aury, de quien se dice, atacó por su propia iniciativa y no bajo órdenes de Simón Bolívar. de los pocos que pusieron resistencia al ataque, estaban los caribes negros que formaban parte de la guarnición española permanente de la Villa de Tegucigalpa y de la Villa de Santiago de los Caballeros de Guatemala, dos de ellos perecieron.

### Época mexicana
Después de la independencia de España en 1821 y adhesión al imperio Mexicano, Trujillo perdió para siempre su estatus de capital de la provincia de las Honduras debido a su vulnerabilidad, entonces la capital se trasladó a Comayagua, una aldea 300 km hacia el interior del país.

### Honduras

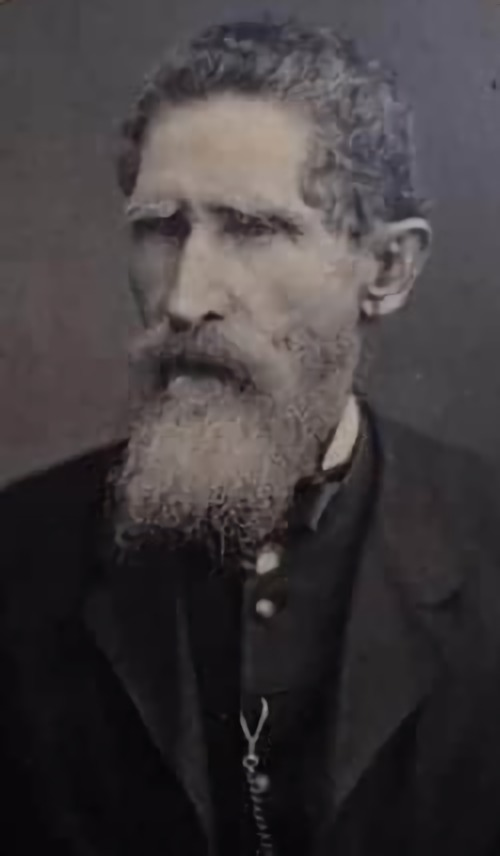
General Don Florencio Xatruch.

En 1860, el mercenario William Walker, que había logrado cierto control sobre la vecina nación de Nicaragua. Ante esta situación, América Central entró en estado de alerta. Los cinco países (Guatemala, Nicaragua, El Salvador, Honduras y Costa Rica) dejaron de lado sus diferencias políticas y se unieron por el bien común de la región.
Durante este conflicto armado el general Florencio Xatruch dio muestras de gran liderazgo y valentía dirigiendo a sus hombres de forma efectiva. Entre los combates que dirigió contra los filibusteros se destaca el de La Puebla, en Rivas. Las sangrientas batallas de esta guerra, dejaron un gran número de bajas por ambos bandos, pero al final las fuerzas aliadas se impusieron por sobre los filibusteros y el territorio nicaragüense fue recuperado. Walker fue finalmente capturado y ejecutado en la fortaleza de Santa Bárbara de Trujillo. Su tumba es una atracción turística local Bajo las órdenes de Xatruch.
El escritor estadounidense O. Henry (William Sídney Porter, 1862-1910) pasó unos siete meses viviendo en Honduras, principalmente en Trujillo. Más tarde escribió cuentos cortos que tenían lugar en el pueblo de Coralio (basado en el pueblo real de Trujillo) en un ficticio país de América Central llamado Anchuria (basado en el país real de Honduras). La mayor parte de esos cuentos aparecen en el libro Of Cabbages and Kings (‘De coles y reyes’).

## Política
| Puesto        | Funcionario                  | Partido político       |
| ------------- | ---------------------------- | ---------------------- |
| Alcalde       | Héctor Raúl Mendoza Galindo  | Libertad y Refundación |
| Vicealcaldesa | Digna Emérita Jiménez López  | Libertad y Refundación |
| Regidor 1     | Otto Joaquín Umaña Crespo    | Partido Nacional       |
| Regidora 2    | Neptalí Morán Duarte         | Libertad y Refundación |
| Regidora 3    | Melba Aída Pérez Zelaya      | Partido Nacional       |
| Regidor 4     | Elvi Ramiro Turcios Cárcamo  | Libertad y Refundación |
| Regidor 5     | Jorge Arturo Gómez Mendoza   | Partido Nacional       |
| Regidora 6    | Cornelia Suyapa García Núñez | Libertad y Refundación |
| Regidor 7     | José Adalberto Rojas Rosales | Partido Nacional       |
| Regidor 8     | Óscar Efraín Ramires Monje   | Libertad y Refundación |
| Regidor 9     | Lizardo Ramón Pérez Rivera   | Partido Liberal        |
| Regidor 10    | Deny García Ríos             | Partido Nacional       |

## División política

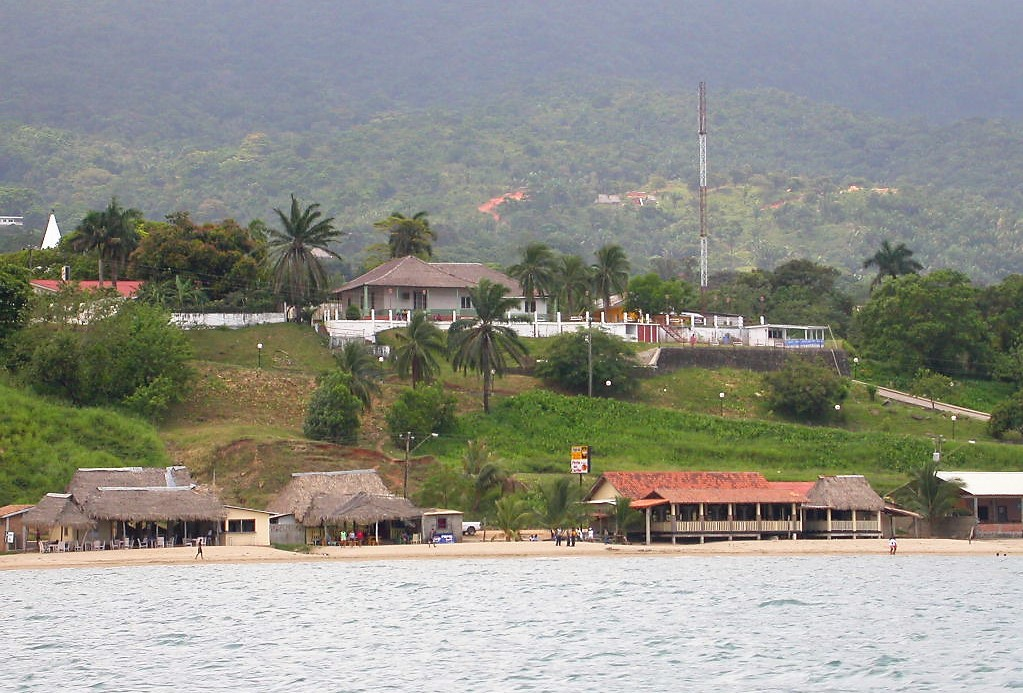

- Caseríos: 198 (2013)|-

|020101
|Trujillo
|-
|020102
|Col. Aguán
|-
|020103
|Chapagua
|-
|020104
|El Coco No.1
|-
|020105
|Ilanga
|-
|020106
|La Brea
|-
|020107
|Puerto Castilla
|-
|020108
|Tarros
|}

## Ciudades homónimas
- Trujillo, España.[11]
- Trujillo, Perú.
- Trujillo, Venezuela.